# Rokpa International

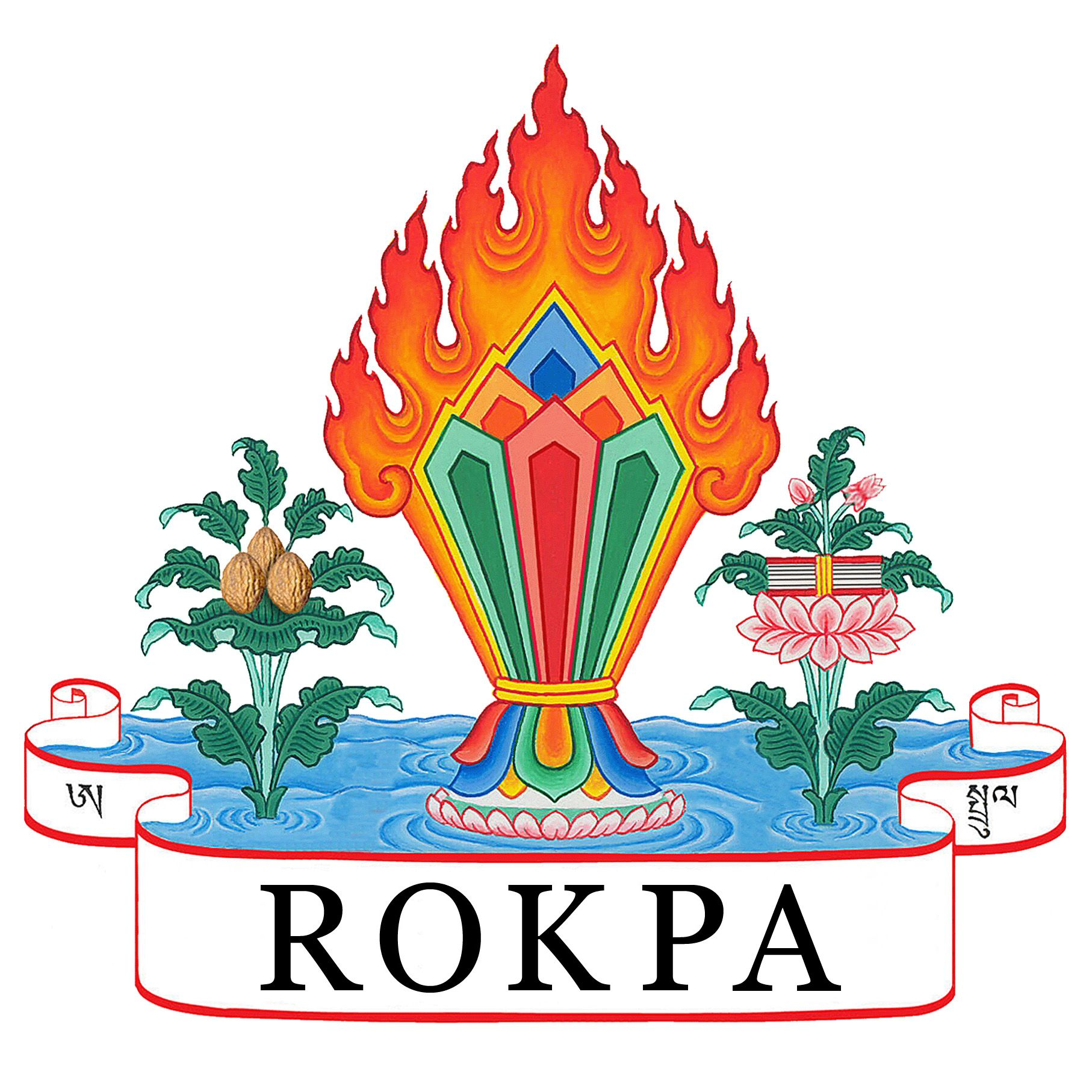
Logo von Rokpa

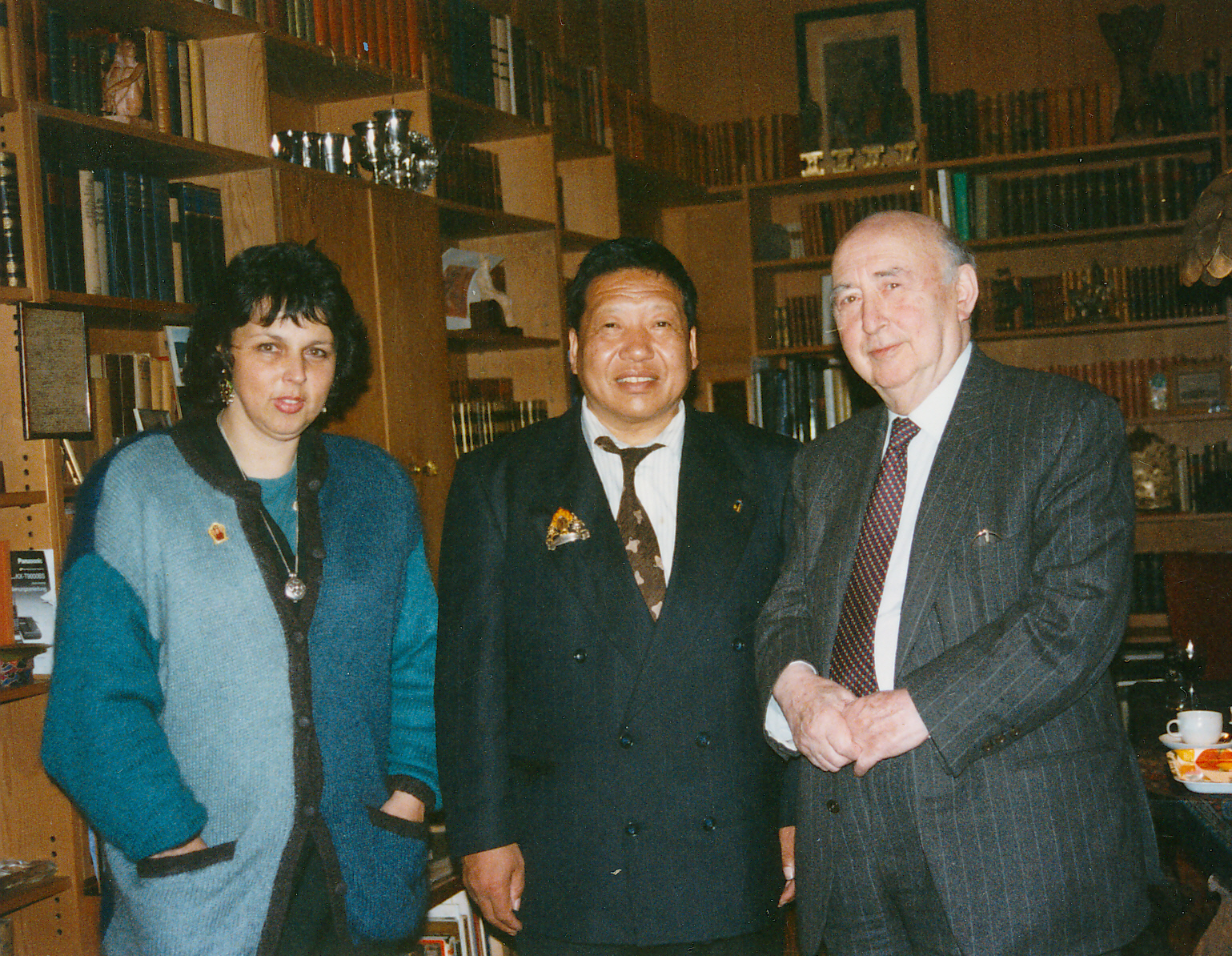
Die Rokpa-Gründer

Rokpa International (Eigenschreibweise: ROKPA INTERNATIONAL), (von tibetisch rokpa, was so viel bedeutet wie „helfen“ oder „Freund“) ist ein Schweizer Hilfswerk mit Sitz in Zürich. Die Organisation ist durch Repräsentanten in 15 Ländern vertreten.
Das Hilfswerk will das Leben von Menschen in Not – unabhängig von Religion und Kultur – verbessern. Schwerpunktländer sind Nepal, Simbabwe und Südafrika. Dabei konzentriert sich die Arbeit von Rokpa vorwiegend auf die Bereiche Ausbildung, Medizin und Ernährung/Lebensunterhalt.

## Geschichte
Am 27. März 1980 gründeten der tibetische Arzt und Lama, Akong Tulku Rinpoche, Lea Wyler und ihr Vater Veit Wyler den Verein Rokpa International. Die Aktivitäten von Rokpa begannen mit der Unterstützung von tibetischen Flüchtlingen in Indien und Nepal. 1990 konnten die ersten Projekte in den tibetischen Gebieten Chinas realisiert werden.
Ebenfalls 1990 öffnete die Rokpa Gassenküche in Kathmandu zum ersten Mal ihre Tore. Jeweils in den Wintermonaten werden dort seither täglich hunderte Bedürftige mit warmen Mahlzeiten versorgt. 1993 wurde im osttibetischen Yushu eine von Rokpa gebaute und unterstützte Waisenschule eröffnet, die später um eine Klinik sowie ein Ausbildungszentrum in Tibetischer Medizin erweitert wurde.
1993 wurde in Kathmandu eine Frauenwerkstatt eröffnet, in der Frauen im Nähen ausgebildet werden. Bis heute beschäftigt Rokpa hier jeweils zehn Frauen. Durch den Verkauf der produzierten Waren ist die Werkstatt als Social Business mittlerweile selbsttragend.
Im Jahr 1995 starteten die ersten Projekte in Südafrika und Simbabwe. In Johannesburg wurde die Rokpa Gassenküche gegründet, um obdachlosen und arbeitslosen Menschen einmal in der Woche eine warme Mahlzeit anzubieten.
2005 wurde das Rokpa Kinderhaus in Kathmandu eröffnet. Es bietet rund 60 ehemaligen Strassenkindern ein Zuhause.
Als weiteres Social Business Projekt eröffnete 2009 das Rokpa Guest House in Kathmandu. Dieses verschaffte sich schnell einen guten Ruf unter Nepal-Reisenden und läuft so gut, dass es einen Teil der Ausgaben für das nahegelegene Rokpa Kinderhaus mitfinanziert.
Neben den langfristig angelegten Projekten leistete Rokpa in den vergangenen Jahren aufgrund unvorhergesehener Ereignisse auch Katastrophen- und Wiederaufbauhilfe. Beim Yushu-Erdbeben 2010 am 14. April 2010 lieferte Rokpa Zelte mit festem Boden und Heizöfen für die obdachlos gewordenen Tibeter nach Yushu. Im April und Mai 2015 erschütterten zwei verheerende Erdbeben Nepal. Rokpa unterstützte mit einem Einsatzteam die Menschen in abgelegenen Bergdörfern mit Hilfsgütern und medizinischer Versorgung. Verschiedene Wiederaufbauprojekte von zerstörten Schulen konnten 2016 realisiert werden.
2016 zog sich Rokpa weitgehend aus den tibetischen Gebieten Chinas zurück, da die Arbeit dort zu gefährlich wurde. Rokpa war zwischen 1990 und 2016 eines der weltweit aktivsten Hilfswerke im tibetischen Hochland und engagierte sich dort hauptsächlich in den Bereichen Ausbildung und Medizin.
2018 eröffnete Rokpa in Kathmandu das Berufsbildungszentrum Akong Rinpoche Memorial Center (ARMC). Hier werden Jugendliche in Kooperation mit EHLsmile, (einem Verein unter dem Dach der Hotelfachschule Lausanne) im Hotelfach ausgebildet. Ausserdem erhalten Frauen in der erweiterten Frauenwerkstatt eine Ausbildung zu Näherinnen, Strickerinnen oder Weberinnen. Der Betrieb des ARMC finanziert sich teilweise aus den Einkünften aus dem Rokpa Guest House und der Rokpa Frauenwerkstatt.
Im Jahr 2020 leistete Rokpa ausserdem COVID-19 Nothilfe. Dabei wurden bedürftige Familien in Simbabwe und Südafrika durch Esspakete und Lern- und Unterrichtsmaterialien für die Kinder unterstützt. Seit Juni 2021 ist eine mobile Klinik in abgelegenen Gebieten abseits von Kathmandu unterwegs, um die Menschen medizinisch zu untersuchen und zu Hygiene und Krankheiten aufzuklären.

## Leitbild
- Respekt für alle Menschen: Für Rokpa sind alle Menschen gleich, ob arm oder reich – unabhängig von Religion, Herkunft, Abstammung und Kultur.
- Bestehendes achten: Rokpa tritt dem Wissen und den Kenntnissen der lokalen Bevölkerung mit grossem Respekt entgegen.
- Hilfe zur Selbsthilfe: Die Initiative für Rokpa-Projekte geht stets von der einheimischen Bevölkerung aus.
- Bildung ist zentral: Rokpa begleitet und unterstützt Schüler durch ihre langjährige und vollständige Ausbildung und bereitet sie auf ein selbständiges und selbstbestimmtes Leben vor.
- Schlanke Organisation: Dank der Mitarbeit vieler Freiwilligen kann Rokpa die Administrationskosten niedrig halten.[19]

## Arbeitsbereiche

### Bildung und Betreuung für Strassen- und Waisenkinder sowie Kinder aus mittellosen Familien
In Nepal führt Rokpa ein Kinderhaus für ehemalige Strassenkinder; viele darunter sind Voll- oder Halbwaisen. Die Kinder und Jugendlichen erhalten eine Unterkunft, Verpflegung, Betreuung, eine schulische Ausbildung und medizinische Versorgung. In Simbabwe liegt Rokpas Fokus unter anderem auf der Unterstützung von Kindern mit einer Behinderung. Diese werden in Simbabwe in sehr vielen Bereichen diskriminiert, gerade auch in zentralen Bereichen wie Essen und Unterkunft, Bildung und Gesundheitswesen. Mit schulbegleitender Unterstützung verfolgt Rokpa das Ziel, dass die Kinder mit einer Behinderung am normalen Schulunterricht teilnehmen können.

### Medizinische Versorgung
In Simbabwes Hauptstadt Harare und einem Vorort führt Rokpa zwei Anlaufstellen für armutsbetroffene Menschen. Der Hauptfokus liegt auf der medizinischen Betreuung, die sich viele Armutsbetroffene in Simbabwe sonst nicht leisten können. In Zusammenarbeit mit einer lokalen Apotheke und Arztpraxis können Medikamente und Behandlungen der Bedürftigen finanziell übernommen werden.
In Kathmandu bietet ein medizinisches Ambulatorium Untersuchungen, Behandlungen und Aufklärungsarbeit für Menschen an, die sich den Besuch beim Arzt nicht leisten können. In schwerwiegenden Fällen überweist Rokpa die Patienten ins Spital und kommt für die Behandlungskosten auf.
Seit 2021 ist eine mobile Klinik im nepalesischen Hinterland unterwegs. In Zusammenarbeit mit den lokalen Behörden besucht ein Fachteam, bestehend aus einem Arzt und zwei Krankenpflegerinnen, abgelegene Dörfer und untersucht und versorgt die von Armut betroffene Bevölkerung, welche praktisch keinen Zugang zur medizinischen Grundversorgung hat.

### Ernährung/Lebensunterhalt
Rokpa betreibt zwei Gassenküchen, eine in Kathmandu und eine in Johannesburg. Beide werden ausschliesslich von Freiwilligen betreut und geleitet. Die Gassenküche in Kathmandu hat in den Wintermonaten täglich geöffnet und bietet Bedürftigen Frühstück und Mittagessen. Jeweils einmal pro Woche verteilt eine Gruppe Freiwilliger in der ärmsten Gegend Johannesburgs Suppe, Sandwiches und im Winter wärmende Decken an Obdachlose.

## Finanzierung
Die Vorstandsmitglieder von Rokpa International arbeiten ehrenamtlich. Ausserdem werden jedes Jahr zahlreiche Stunden Freiwilligenarbeit von den vielen Helfern geleistet. Im Jahr 2020 waren es knapp 9000 Stunden. Nach eigenen Angaben fliessen knapp 90 Prozent der Spendengelder direkt in Projekte.

## ROKPA-Botschafter
Verschiedene Prominente treten als Rokpa-Botschafter auf, unter anderem sind dies Charles Dance (Schauspieler, Drehbuchautor, Regisseur), Marc Forster (Filmregisseur), Sandra Studer (TV-Moderatorin) und Andreas Vollenweider (Harfenist).